# Gherardello da Firenze
Gherardello da Firenze (appelé aussi Niccolò di Francesco ou encore Ghirardellus de Florentia) (environ 1320-1325 – 1362 ou 1363) est un compositeur italien du Trecento qui fut l'un des premiers compositeurs de l'époque souvent désignée par le nom d'Ars Nova italienne.

## Biographie
Gherardello était membre d'une famille de musiciens. Son frère Jacopo était également compositeur, ainsi que son fils Giovanni. (toutefois, aucun des morceaux composés par ces derniers n'a survécu). Il est probablement né dans ou à côté de Florence, et a passé la plus grande partie de sa vie dans cette ville.
Son nom apparaît en 1343 dans les registres de la cathédrale de Florence, Santa Reparata (avant la construction de la cathédrale Santa Maria del Fiore). Le jeune compositeur est alors clerc. Plus tard, il devint prêtre et servit comme aumônier de Santa Reparata de 1345 à 1351, époque durant laquelle la peste noire ravageait la ville de Florence.
Il rejoignit, probablement en 1351, l'ordre bénédictin des Vallombrosains, qui possédait une abbaye à environ 30 km de Florence. Les détails concernant les dernières années de sa vie manquent, et la date de sa mort a été déterminée par un sonnet écrit en 1362 ou 1363, probablement par Simone Peruzzi.

## Musique
Bien que Gherardello ait été renommé en son temps pour sa musique sacrée, seule une toute petite part de son œuvre a survécu. Un Gloria et un Agnus Dei, tous deux de Gherardello, représentent le petit nombre d'œuvres composées par les compositeurs italiens d'avant 1400. Le style de ses messes est proche du madrigal, bien que plus limité en matière d'émotions. Il y a deux voix, qui chantent la plupart du temps ensemble, et parfois en alternance.
La musique profane de Gherardello da Firenze a elle beaucoup mieux survécu. On lui attribue dix madrigali (pour deux voix), cinq ballate (pour une voix), et une très célèbre caccia, Tosto che l'alba, écrite pour trois voix. Le style de sa musique profane est très représentatif de l'époque du Trecento italien, avec les différentes voix prononçant les mêmes mots au même moment, sauf dans la caccia, dans laquelle les deux voix supérieures entament un canon, tandis que la voix inférieure chante librement de longues notes.
La plupart de la musique de Gherardello da Firenze est préservée dans le Codex Squarcialupi, bien que divers manuscrits provenant de Toscane contiennent des œuvres qu'il a composées. Un portrait figurant dans la partie du Codex dédiée à sa musique représente très probablement le compositeur, puisque chaque compositeur est représenté par une enluminure dans ce manuscrit.